# 因吉利克空军基地

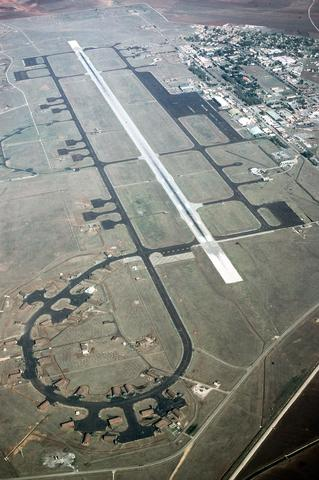
大约 1987 年，因吉利克空军基地的机场鸟瞰图

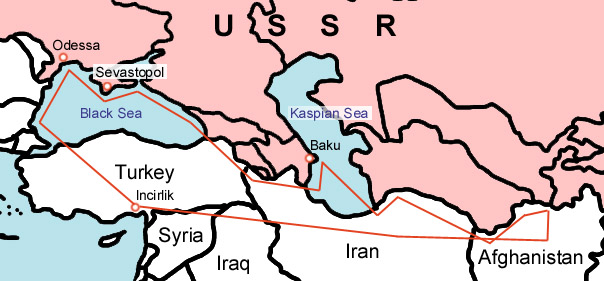
复合侦察轨道需要两个任务

因吉利克空军基地（土耳其語：İncirlik Hava Üssü）是土耳其的空军基地，位于土耳其东南部临近叙利亚的阿达纳市因吉利克区，面积1335公顷，距离地中海32公里。美国空军和土耳其空军是该基地的主要使用者，英国皇家空军和沙特阿拉伯皇家空军也曾使用。该基地储备有战术核武器。